# Kérygmatická teologie
Kérygmatická teologie je směr křesťanské teologie, který v křesťanství klade důraz na radostnou zvěst o Božím království v Ježíši Kristu. Vznikl v letech 1936 až 1937 v Rakousku a k jeho představitelům patřil zejména Josef Andreas Jungmann SJ a další jezuité vyučující na Katolické teologické fakultě Leopoldo-Františkovy univerzity Innsbruck jako Franz Lakner SJ, Hugo Karl Erich Rahner SJ, Johannes Baptist Lotz SJ a Franz Xaver Dander SJ, v evangelických církvích pak například Karl Barth.